# Baia Sardinia
Le Baia Sardinia est un ferry construit de 1965 à 1966 par les chantiers Lübecker Flender-Werke de Lübeck sous le nom de Tor Anglia pour la compagnie suédoise Tor Line. Premier navire commandé par la compagnie, il assure tout d'abord le trafic entre la Suède et le Royaume-Uni en 1966 puis les Pays-Bas à partir de 1967. Supplanté par des unités plus imposantes en 1975, il est cédé à la compagnie italienne Trans Tirreno Express mais reste sous les couleurs de Tor Line jusqu'en 1976. Il est ensuite affecté aux lignes de TTE entre l'Italie, la Sardaigne et la Sicile sous le nom d‘Espresso Olbia. Il sera affrété par diverses compagnies à partir de 1978, puis immobilisé en 1981 à la suite des difficultés rencontrées par son armateur. Racheté par le groupe Corsica Ferries, il assure les liaisons entre l'Italie et la Sardaigne sous le nom de Sardinia Nova pour le compte de Sardinia Ferries. Cédé en 2006 à la compagnie Di Maio Lines, il dessert la Sardaigne au départ de Naples sous le nom de Baia Sardinia jusqu'en 2010. Immobilisé en raison des affaires judiciaires touchant ses propriétaires, il est dans un premier temps acheminé aux chantiers de démolition d'Aliağa puis racheté au dernier moment par une société turque qui l'utilise comme hôtel flottant à Alexandrette jusqu'à son démantèlement en 2015.

## Histoire

### Origines et construction
Dans les années 1960, les sociétés suédoises Trans Oil Shipping et Rex Shipping s'associent pour fonder l'armement Tor Line, compagnie destinée au transport de passagers et de véhicules entre la Suède, le Royaume-Uni et les Pays-Bas. Une première paire de navires jumeaux est alors commandée aux chantiers allemands Lübecker Flender-Werke.
Le premier d'entre eux, baptisé Tor Anglia, est lancé à Lübeck le 20 octobre 1965. Achevé quelques mois plus tard il réalise ses essais en mer le 22 février 1966 puis est livré à son armateur le 14 mars.

### Service

#### Tor Line (1966-1976)

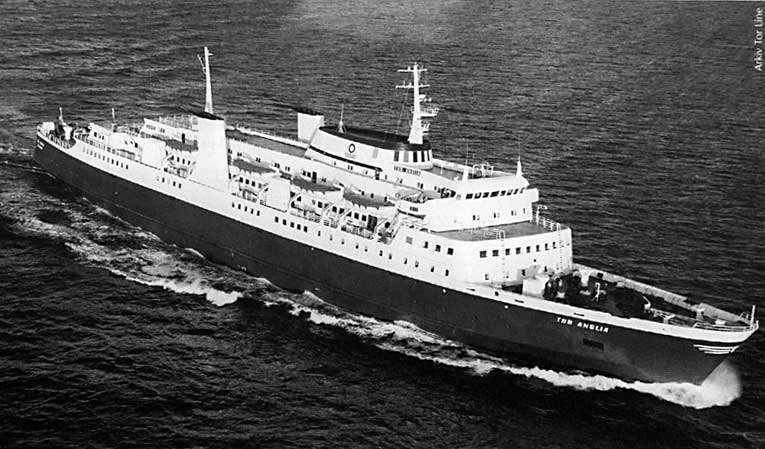
Le Tor Anglia au début de sa carrière.

Le Tor Anglia est mis en service le 15 mars 1966 entre la Suède et le Royaume-Uni. En décembre, le navire essuie une violente tempête qui endommage le casque d'étrave de sa porte-rampe avant. Celui-ci est donc soudé dès son arrivée à Immingham. La porte avant est condamnée l'année suivante.
À partir de 1967, le Tor Anglia dessert également les Pays-Bas. La compagnie met ainsi en place un service triangulaire en mer du Nord.
Au début des années 1970, l'évolution du trafic passager encourage Tor Line à remplacer le Tor Anglia et son jumeau le Tor Hollandia par des navires plus imposants et de plus grande capacité. 
En mai 1975, le Tor Anglia est remplacé par le Tor Britannia et est désarmé en Norvège. Il est ensuite affrété de juin à août par la compagnie norvégienne Larvik-Frederikshavns Ferjen et navigue entre la Norvège et le Danemark. À l'issue de cet affrètement, il est vendu à la compagnie italienne Trans Tirreno Express.

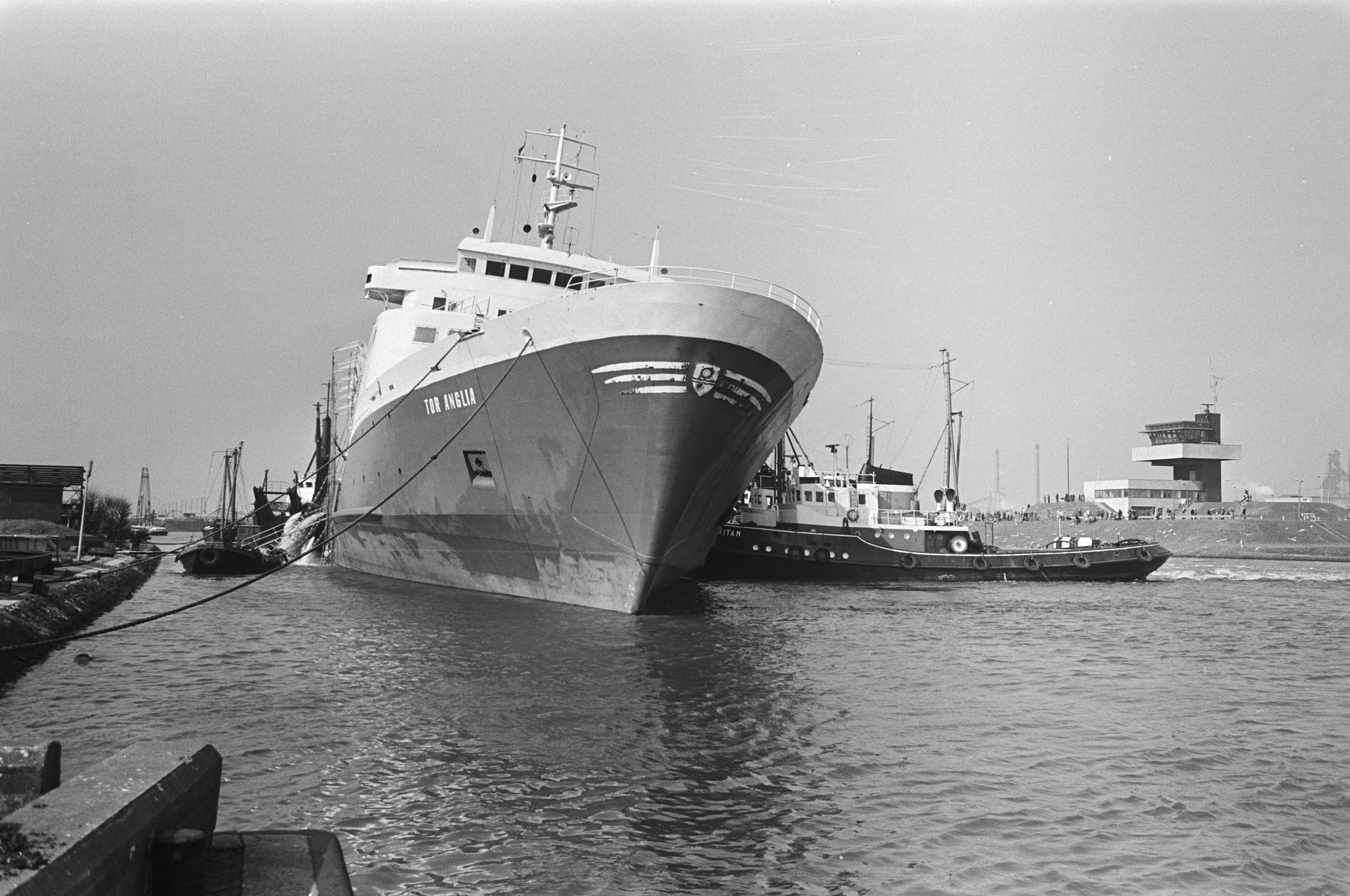
Le Tor Anglia échoué à IJmuiden à la suite d'une collision le 20 mars 1976.

Le Tor Anglia reste cependant affrété par Tor Line à la suite de la vente de son jumeau. En attendant l'arrivée du sister-ship du Tor Britannia, le navire est exploité entre la Suède et les Pays-Bas. 
Le 20 mars 1976, alors que le navire traverse une écluse du port d'IJmuiden, le commandant omet de rentrer le stabilisateur bâbord qui est alors rabattu contre la coque, occasionnant une importante voie d'eau. Des remorqueurs parviennent cependant à échouer le car-ferry qui prend de la gîte. Une fois la brèche colmatée et l'eau évacuée, le Tor Anglia est réparé à Amsterdam. 

#### Trans Tirreno Express (1976-1981)
Une fois les réparations terminées, le navire est rebaptisé Espresso Olbia et est livré à TTE. Il quitte par la suite les Pays-Bas pour rejoindre l'Italie. Il est mis en service en juin 1976 dans un premier temps entre le continent italien et la Sardaigne, puis vers la Sicile à partir de 1978.
Durant l'année 1978, l‘Espresso Olbia est affrété par la compagnie Adriatica Di Navigazone et effectue des voyages entre l'Italie et la Grèce.
En novembre 1979, il est de nouveau affrété par son armateur d'origine Tor Line en prévision de l'ouverture d'une ligne entre la Suède, la Norvège et le Royaume-Uni en partenariat avec la compagnie norvégienne Fred Olsen. Le projet ne verra finalement jamais le jour et l‘Espresso Olbia demeurera désarmé à Göteborg.
Le 13 février 1980, le navire est affrété par la compagnie irlandaise B&I Line qui l'exploite entre l'Irlande et le Royaume-Uni jusqu'au 24 mars.
En mai, il est encore une fois affrété, cette fois-ci par le groupe allemand TT-Line et dessert plusieurs destinations en mer Baltique au départ de Travemünde entre juin et septembre sous le nom officieux de Roobin Hood II.
Le navire est une dernière fois affrété par la compagnie britannique Olau Line et navigue entre le Royaume-Uni et les Pays-Bas d'octobre 1980 à août 1981.
En 1981, les activités de TTE sont interrompues en raison d'importantes difficultés financières. La compagnie est rachetée par la société bastiaise Lota Maritime et intégrée au groupe Corsica Ferries. Principal transporteur de passagers entre l'Italie et la Corse, le groupe profite de l'acquisition de TTE pour s'implanter entre l'Italie et la Sardaigne.
Il est ainsi décidé de conserver l‘Espresso Olbia pour desservir cette ligne.

#### Sardinia Ferries (1982-2006)
De retour en Italie, l‘Espresso Olbia est renommé Sardinia Nova et intègre Sardinia Ferries, la nouvelle société du groupe Corsica Ferries destinée à l'exploitation de la ligne sarde. Les rotations entre Livourne et Olbia débutent en mai 1982 et rencontrent un certain succès, permettant de pérenniser la présence de la compagnie bastiaise sur ce marché. À partir de la saison 1983, le Sardinia Nova arbore la livrée jaune caractéristique des navires du groupe.
Durant l'hiver 1989-1990, le navire assure des traversées entre le Danemark et la Norvège sous affrètement par la compagnie danoise DA-NO Linjen.
En 1993, d'importants travaux sont réalisés à bord, consistant notamment en l'allongement des superstructures à l'arrière du navire, permettant l'ajout de nouvelles cabines.
En 1999, les marques commerciales Corsica Ferries et Sardinia Ferries sont fusionnées et apparaissent désormais conjointement sur les flancs du navire. 
Le car-ferry réalise sa dernière saison sous les couleurs de la compagnie en 2005. En prévision du retour du Sardinia Vera qui était sous affrètement dans la Manche, le Sardinia Nova est vendu en janvier 2006 à la société italienne D&P Cruises.

#### Di Maio Lines (2006-2010)
Renommé Baia Sardinia, le navire est affecté au trafic de la compagnie Di Maio Lines entre Naples et la Sardaigne le 1er juin 2006.
À la fin de l'année 2010, la compagnie cesse ses activités en raison des affaires judiciaires visant ses dirigeants. Le Baia Sardinia est saisi et vendu pour démolition en Turquie.
Échoué sur la plage d'Aliağa le 6 septembre 2010, il est cependant racheté par la société turque Yazici Demir Celik Sa Ve Turizm Tic. qui le converti en hôtel flottant afin de loger des ouvriers chinois travaillant dans une zone industrielle non loin d'Alexandrette. Il est renommé pour l'occasion Atlas Han.
En 2014, le quai où se trouve le navire est enclavé et transformé en bassin qui est ensuite asséché. L‘Atlas Han est finalement démoli sur place courant 2015.

## Aménagements
Le Baia Sardinia possède 9 ponts. Les installations des passagers sont principalement situées sur les pont 5 et 6. Les locaux de l'équipage occupent majoritairement le pont 7 ainsi que les ponts 8 et inférieurs. L'intégralité des ponts 3 et 4 abritent quant à eux les garages.

### Locaux communs
Les installations destinées aux passagers occupent la totalité du pont 6. À l'origine, le Tor Anglia était équipé d'un fumoir, d'un salon, d'une salle à manger, d'une cafétéria ainsi que d'une véranda.
À la suite de son acquisition par le groupe Corsica Ferries, le fumoir est transformé en bar et la décoration intérieure est modifiée.

### Cabines
Initialement, le Tor Anglia disposait d'une centaine de cabines interne ou externes situées sur les pont 5 et 2. D'une capacité de deux à quatre personnes, certaines sont pourvues de sanitaires complets comprenant douche, WC et lavabo.
En 1993, un bloc comprenant de nouvelles cabines est ajouté à l'arrière du navire.

## Caractéristiques
le Baia Sardinia mesure 138 mètres de longueur pour 21,50 mètres de largeur, son tonnage est de 11 024 UMS. Le navire a une capacité de 1 600 passagers et est pourvu d'un garage pouvant contenir 368 véhicules répartis sur quatre ponts, le garage est accessible par deux portes rampes, une à la proue et une à la poupe. La propulsion est assurée par quatre moteurs diesel Pielstick 12PC2-2V 400 développant une capacité de 16 415 kW faisant filer le navire à une vitesse de 24 nœuds. Le navire dispose de huit embarcations de sauvetage ouvertes de taille moyenne.

## Lignes desservies

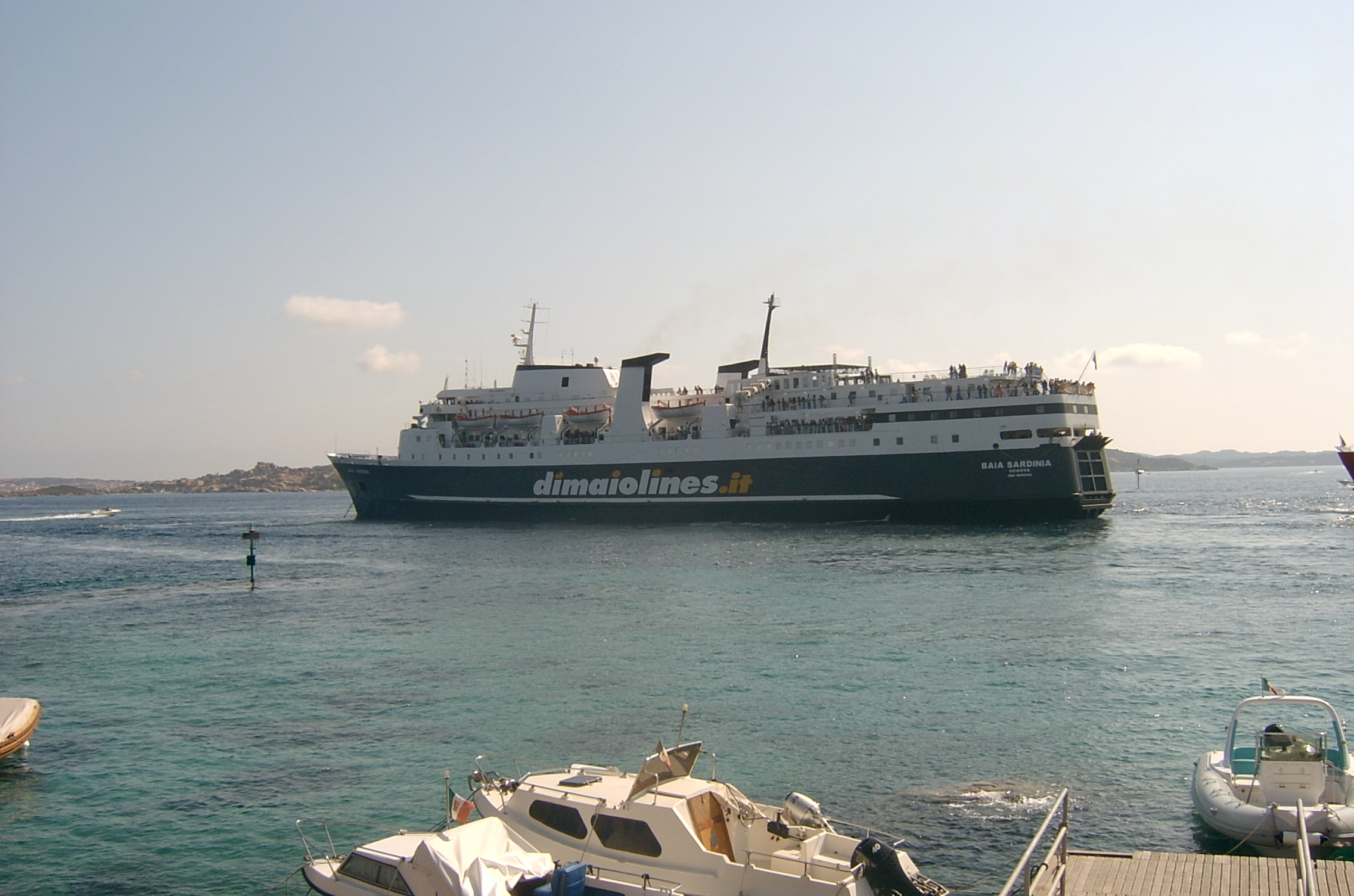
Baia Sardinia à Palau (2009).

Pour Tor Line de 1966 à 1976, le navire assurait la desserte triangulaire entre Göteborg, Immingham et Amsterdam.
En 1976, il est placé entre Livourne et Olbia pour le compte de Trans Tirreno Express puis entre Gênes et Palerme à partir de 1978.
Entre 1978 et 1981, il est affrété par plusieurs armateurs et assure brièvement la ligne Brindisi - Patras pour Adriatica Di Navigazone, Cork - Pembroke pour B&I Line, Travemünde - Rønne - Helsinki - Tallinn - Dantzig pour TT-Line, et Sheerness - Flessingue pour Olau Line.
En 1982, il est affecté aux lignes de Sardinia Ferries entre Livourne et Olbia, puis Golfo Aranci à partir de 1990. Durant l'hiver 1989-1990, il sert brièvement entre Frederikshavn et Oslo dans le cadre d'un affrètement par DA-NO Linjen. En 2001, il est déplacé entre Civitavecchia et Golfo Aranci.
En 2006, il rejoint la flotte de la compagnie Di Maio Lines et dessert chaque été la ligne Naples - Palau - Olbia - Cagliari jusqu'en 2010.